# HMGB1

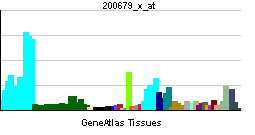
Profilo di espressione dell'mRNA di HMGB1.

La proteina HMGB1 (High Mobility Group Box 1), nota in precedenza come HMG1 (High Mobility Group 1) e anfoterina, è una proteina strutturale, non istonica, della cromatina, membro della famiglia delle proteine High Mobility Group (ad alta mobilità elettroforetica), e in particolare della sottofamiglia HMGB (proteine contenenti un dominio HMG-box di legame con il DNA), codificata dal gene omonimo.
La proteina è abbondante nel nucleo di tutte le cellule eucariote, dove ha un ruolo importante nel rimodellamento della cromatina. È anche un mediatore fondamentale dell'infiammazione, particolarmente in caso di necrosi. È stata scoperta per caso dal gruppo di Marco Emilio Bianchi nel 1989.

## Il gene
In Homo sapiens, il gene HMGB1 è localizzato sul braccio lungo del cromosoma 13 13q12, come mostrato per FISH da Ferrari et al. nel 1996. Il gene ortologo murino, invece, si situa nella zona telomerica del braccio lungo del cromosoma 5, in sintenia con il cromosoma umano.

## La proteina e la sua funzione
HMGB1 è una proteina di 216 residui, 30 kD, altamente conservata tra i mammiferi (100% omologia ratto-uomo, 98% topo-uomo). A livello di struttura secondaria, la proteina contiene tre alfa-eliche, collegate tra loro da anse. È costituita da due DNA-binding domains omologhi di tipo HMG-box: il Box A e il Box B, e il segmento C (C-terminale), una «coda» carica negativamente. Sono presenti due sequenze di localizzazione nucleare.

### Rimodellamento della cromatina
HMGB1 lega il DNA nel solco minore in modo non sequenza-specifico, e il suo legame induce una distorsione dell'asse della doppia elica — rendendo dunque HMGB1 un importante fattore architetturale della cromatina. Si è osservato che questa distorsione ha un ruolo fondamentale nel consentire il legame tra DNA e molti fattori di trascrizione, tra cui p53, NF-κB e proteine Homeobox.

### Signaling dell'infiammazione
La proteina, se rilasciata (attivamente o passivamente) nel liquido extracellulare, è anche un importante segnalatore di infiammazione. Il rilascio può avvenire in due modi:
- c'è rilascio passivo quando l'integrità della membrana plasmatica è compromessa da un evento di necrosi cellulare;[3]
- avviene invece rilascio attivo da parte di monociti e macrofagi in seguito a stimolazione con agenti proinfiammatori come LPS, TNF-α o IL-1[4] – probabilmente "mimando" (e amplificando) l'effetto di una membrana cellulare rotta.

HMGB1 è il ligando di recettori di membrana come RAGE, TLR-2 e TLR-4 (questi ultimi della famiglia dei Toll-like receptor). Il legame della proteina sul recettore dà inizio a una cascata di signaling intracellulare che, attraverso TRAF6, NEMO, IKK e IKBα, induce l'attività trascrizionale di NF-κB e l'instaurarsi di una risposta infiammatoria — che è infatti rilevata in caso di necrosi. HMGB1 è inoltre un potente induttore di NETosi.

### Interazione con TLR-4
L'interazione tra HMGB1 e TLR4 determina una sovraregolazione di NF-κB, che porta ad un aumento della produzione e del rilascio di citochine. HMGB1 è anche in grado di interagire con TLR4 sui neutrofili per stimolare la produzione di specie reattive dell'ossigeno da parte della NADPH ossidasi. Il complesso HMGB1-LPS attiva TLR4 e causa il legame delle proteine dell'adattatore (MyD88 e altri), portando alla trasduzione del segnale e all'attivazione di varie cascate di segnalazione. L'effetto a valle di questa segnalazione è di attivare MAPK e NF-κB, e quindi causare la produzione di molecole infiammatorie.